# Dieter Birnbaum
Dieter Birnbaum (* 21. Dezember 1931 in Stralsund) ist emeritierter Professor für Biologie und ehemaliger Rektor der Ernst-Moritz-Arndt-Universität Greifswald.

## Leben
Der Sohn eines Schriftsetzers besuchte die Goethe-Oberschule in Demmin und schloss dort 1951 mit Abitur ab. 
1950 trat er der SED bei und wurde 1951/1952 Lehramtsbewerber an der Zentralschule in  Tentzerow. 
Von 1952 bis 1957 studierte Birnbaum Biologie an der Universität Greifswald und war anschließend bis 1960 Aspirant am Phytopathologischen Institut. Seine erste Promotion zum Dr. rer. nat. erlangte er 1960. In den Jahren 1960/1961 war er hauptamtlicher Parteisekretär an der Mathematisch-naturwissenschaftlichen Fakultät. Danach absolvierte er bis 1962 ein Zusatzstudium am Biochemischen Institut der Lomonossow-Universität in Moskau. Nach seiner Rückkehr war er bis 1966 Habilitationsaspirant, dann bis 1971 wissenschaftlicher Assistent bzw. Oberassistent am Botanischen Institut der Universität Greifswald. 1971 habilitierte er sich und lehrte anschließend bis 1973 als Dozent für Biochemie an der Sektion Biologie. 
Von 1973 bis 1977 war er als hauptamtlicher Sekretär der Universitätsparteileitung für die mathematisch-naturwissenschaftliche Fakultät verantwortlich. Die wöchentlich 4-stündige Hauptvorlesung Biochemie hielt er während dieser Zeit und später auch als Rektor kontinuierlich weiter. 1977 wurde er ordentlicher Professor für Biochemie in Greifswald. 1978 übernahm er das Direktorat der Sektion Biologie.  
Von November 1979 bis November 1985 war er Rektor der Universität Greifswald. 1986 wurde ihm der Vaterländische Verdienstorden verliehen. Bis 1990 leitete er den Lehrstuhl für Biochemie und den Bereich Molekularbiologie der Hochschule. Daneben war er von 1986 bis 1989 stellvertretender Vorsitzender der Zentralen Arbeitsgruppe Biotechnologie und des wissenschaftlichen Beirats für Biologie beim Ministerium für Hoch- und Fachschulwesen. 
Nach der Wende wurde er 1990 in freier Wahl Direktor des Instituts für Biochemie und Vorsitzender des Kollegiums der Fachrichtung Biologie der Universität Greifswald.  1991 erfolgte seine einvernehmliche Abberufung aus dem Staatsdienst durch das Kulturministerium Mecklenburg-Vorpommern.